# Smail Tulja
Smail (Smajo ou Smajlj) Tulja, alias Smail Džurlić, né en 1940 à Plav, Monténégro, est un criminel albano-monténégrin, qui fut soupçonné d'être un tueur en série notamment impliqué dans l'affaire du « Dépeceur de Mons ».

## Biographie
Il grandit au Monténégro, puis émigre aux États-Unis où il devient chauffeur de taxi à New York dans le quartier du Bronx. 

## Affaire Mary Beal
En 1990 il tue puis découpe sa troisième femme Mary Beal. Le corps de la victime sera découvert dans deux sacs poubelles trois semaines plus tard. Très rapidement Smail Tulja fuit les États-Unis en changeant d'identité et prend le nom de Smail Džurlić. Il se réfugie en Belgique où vit déjà une de ses sœurs. Un mandat d'arrêt est lancé contre lui, il est repéré à Bruxelles en 1991 puis disparait. Il sera finalement arrêté au Monténégro en 2007.
Le 19 mars 2008, le procès de Smail Tulja pour le meurtre de sa femme commis en 1990 s'ouvre au tribunal de Podgorica, capitale du Monténégro.
Deux représentants du F.B.I sont présents sur place, le Monténégro n’extradant pas ses ressortissants. Au début de son procès, Tulja prend la parole et affirme : « C'est la plus grosse erreur que le F.B.I n'ait jamais faite ». Il niera jusqu'au bout toute implication dans ce meurtre malgré les témoignages et les preuves accablantes. 
Le 22 juin 2008, presque 20 ans après le meurtre de Mary Beals, Smail Tulja, 69 ans, est tout d'abord condamné à 6 mois de prison pour détention de munitions illégales retrouvées chez lui lors de la perquisition, puis 12 ans de prison pour le meurtre de Mary Beals en 1990.

## Suspicion dans l'affaire du « Dépeceur de Mons »
Entre 1996 et 1997, une série de meurtres dans la région  de Mons (Belgique) terrorise la population. Les corps découpés et démembrés de plusieurs femmes seront retrouvées dans des sacs poubelles. Le mode opératoire utilisé par le « Dépeceur de Mons » était étrangement similaire à celui que Tulja utilisa 6 ans plus tôt contre sa femme à New York. D'autant que durant sa cavale, il se trouvait en Belgique durant la période où ces crimes ont été commis. Il avait été formellement localisé dans la région d'Arlon et Virton en 1997, mais rien ne prouve qu'il ait été présent à Mons durant cette même période. Faute de preuve, Tulja échappera à toute poursuite dans cette affaire.

## Suspicion de meurtres en Albanie
En 2007, la police albanaise soupçonne également Tulja d'avoir assassiné deux autres femmes, dont sa dernière épouse qui a subitement disparu.